# IS (Infinite Stratos)
IS (Infinite Stratos) (яп. IS〈インフィニット・ストラトス〉, укр. Неосяжні небеса) — серія ранобе, створена Ізуру Юмідзуру, ілюстратори — Okiura і CHOCO. На жовтень 2013 р. 7 томів видано видавництвом Media Factory під лейблом MF Bunko J. З 8 тому ранобе публікується Overlap, лейбл — Overlap Bunko. Манґа-адаптація Кендзі Акахосі видавалася в сейнен-журналі Monthly Comic Alive з 27 травня 2010 р. до 27 липня 2012-го.
Аніме-трансляція першого сезону на основі ранобе тривала в Японії з 7 січня по 31 березня 2011 р. 7 грудня 2011-го випущений OVA-епізод. Аніме ліцензовано Sentai Filmworks в Північній Америці, де випущено 10 квітня 2012. У квітні 2013 р. оголошено про другий сезон аніме, який тривав з 3 жовтня по 19 грудня 2013-го: на фестивалі, присвяченому IS, представлений рекламний ролик, коротка версія відео у вигляді онлайн-трансляції, заявлено про повернення багатьох сейю першого сезону, у продовженні з'являються нові персонажі — Такенасі та Канзасі Сарасікі.
30 жовтня 2013 р. випущений другий OVA-епізод Infinite Stratos 2: Long Vacation Edition, 26 листопада 2014 р. третій — Infinite Stratos 2: World Purge-hen.

## Сюжет
У найближчому майбутньому японські вчені-інженери винайшли екзоскелет, якому дали назву «Infinite Stratos» (скорочено — IS, укр. — ІС). Володіючи технологіями і бойовими можливостями набагато просунутішими, ніж будь-яка інша система зброї, IS створив загрозу дестабілізації світу. Спочатку Infinite Stratos використовувався для дослідження космосу, проте пізніше цей проєкт був заморожений, а держави світу прийняли «Аляскінський договір», в якому говориться, що IS ніколи не буде використовуватися у військових цілях, і існуюча технологія повинна бути рівномірно розподілена по всіх країнах, щоб запобігти домінування будь-якої одної нації над іншими.
Тим не менш, впровадження ІС мало великий вплив на суспільство. Баланс сил між особинами чоловічої і жіночої статі порушився, тому що активувати і керувати ІС могли тільки жінки. Іншими словами, жінки почали домінувати в суспільстві в порівнянні з чоловіками, а світ наблизився до часів матріархату, що поставило «сильну стать» на нижчі соціальні щаблі.
Через десять років після перших ІС світ вступив у нову еру. Світогляд людства був зруйнований через несподіване відкриття: 15-річний японський хлопець, Ічика Орімура, першим у світі серед чоловіків зміг активувати технологію Infinite Stratos. Усвідомлюючи потенціал цієї обставини, Ічика був змушений урядом Японії вступити в Міжнародну ІС-академію, де навчаються пілоти з усього світу. Таким чином, почалося його насичене життя в оточенні гарненьких дівчаток.

## Персонажі

### Головні
- Ічика Орімура (яп. 織斑 一夏)

Центральний чоловічий персонаж, єдиний у світі чоловік, який зумів запустити екзоскелет ІС. Вступні іспити проходили в державному конференц-центрі. Там він і заблукав, а через деякий час після блукань по комплексу знайшов кімнату з безпілотним ІСом. Коли Ічика доторкнувся до нього, екзоскелет активувався. У цій ситуації його і застав місцевий персонал. Його сестра Чіфую — легендарний пілот ІС — замінила йому батьків, які покинули малих брата і сестру в ранньому віці, відмовившись від них. Попри те, що вона різко ставиться до нього, він дуже сильно поважає її, особливо після випадку, коли Чіфую звільнила його з заручників. Навчається на першому курсі в першому класі ІС-академії, де всі інші студенти — дівчата. Єдиний серед хлопців (хоча він і так один), хто зміг перемогти екзаменатора. Староста класу. На вигляд звичайний хлопець, спокійний і справедливий, хоча в навчанні — не професіонал. Страждає «комплексом справедливості», прагне захистити всіх незалежно від їхнього статусу. Людина слова. Попри досить м'який характер, у певні моменти вміє виявляти твердість, незлопам'ятний. Популярний серед дівчат з цілком зрозумілої причини і не звертає уваги на той факт, що вони мають почуття до нього. Ічика є пілотом Byakushiki — першого ІС четвертого покоління — і має энерголезо Yukihira другого покоління, яке раніше належало його сестрі (тип бою — ближній мілі-клас). Як власник екзоскелета, Ічика спочатку був слабким пілотом (поразки від Сесілії, Шарлотти під час боїв на ІСах) з причини непідкуваності в теорії та практиці. Втім, хлопець швидко виправив ці помилки: доказом його прогресу служить хоча б та обставина, що на самому початку серіалу він не знав, як правильно керувати ІСом, а в 12 серії професійно використовував не тільки атакуючі, але й захисні характеристики «Білого обладунку».
- Хокі Шінононо (яп. 篠ノ之 箒)

Однокласниця Ічики, перша подруга дитинства, з якою він не бачився шість років. Закохалась в Ічику після випадку в дитинстві, коли він захистив її від чотирьох шкільних хуліганів. Вона має дуже довге волосся темного кольору. На вигляд трохи похмура, холодна, але як тільки до Ічики проявляють увагу інші дівчата, справжні почуття виходять назовні. Деякий час жила з Ічикою в одній кімнаті, куди останнього поселили помилково. Чемпіонка Японії з кендо. Її сестра — винахідник технології ІС. Має почуття до Ічики, хоча і намагається чинити цьому опір. Спочатку Хокі не мала власного ІС, але пізніше отримала Akatsubaki — другий ІС четвертого покоління (тип бою — ближній мілі-клас). За власним визнанням Хокі в 11 серії, «чим більша сила їй дістається, тим веселіше їй руйнувати». Вона має деякі серйозні емоційні проблеми та не в змозі придушити власний характер, що часто призводить до насильства. Як власник екзоскелета, Хокі — досить середній пілот через нестачу досвіду, попри те, що їй дістався ІС четвертого покоління.
- Сесілія Олкот (яп. セシリア・オルコット)

Однокласниця Ічики, студентка першого курсу ІС-академії, майбутній представник Великої Британії як частина британської аристократії. Єдина серед дівчат, хто зміг перемогти екзаменатора. Зарозуміла, ревнива, єдина з дівчат, яка під час іспитів змогла перемогти екзаменатора, абсолютно не вміє готувати. У неї довге світле волосся, заплетене локонами. Її батько був слабкою людиною, яка не мала впливу як ззовні, так і в самій сім'ї. Тому він взяв з неї слово, що вона ніколи не вийде заміж за слабкого чоловіка (складності через зміну соціального статусу). Закохана в Ічику, що проявляється у постійних ревнощах і турботі про нього. Сесілія — пілот Blue Bears («Блакитні сльози»), вона є бійцем дальнього снайпер-класу, який може розвернути чотири дистанційно керуючі дрони для нейтралізації противника на малій і середній дальності.
- Фан Лінгін або просто Лін (яп. 凰 鈴音[3])

Студентка першого курсу другого класу, майбутній представник Китаю, а також друга подруга дитинства, з якою Ічика не бачився близько року. Бойова, активна і трохи зарозуміла дівчина, чудово готує. Перевелася в рідний клас Ічики, коли Хокі пішла з його життя. Образилась на хлопця, дізнавшись, що той забув свою минулу обіцянку (якщо вона навчиться добре готувати, то він стане її хлопцем). Своєю головною суперницею вважає Хокі, що особливо помітно у відносинах цих дівчат. Можна стверджувати, що і Ічика Орімура небайдужий до Лін (в 4 серії вони майже домовилися про побачення). Лін — пілот Shenlong, вона є бійцем короткої і середньої дальності, ближнього бою зі зброєю «Вплив гармати», яка схована в броні плеча.
- Шарлотта Дюнуа, спочатку — Шарль Дюнуа (яп. シャルロット・デュノア)

Однокласниця Ічики, студентка першого курсу першого класу, майбутній представник Франції. Сором'язлива, романтична, трохи наївна у відносинах з хлопцями, але в бою швидко реагує на зміни і блискавично адаптується до ситуації. У неї світле волосся. Спочатку була представлена як «Шарль», другий чоловічий ІС-пілот, переведений у клас Ічики. Оскільки вона поступила в академію як чоловік-пілот, то була поселена в одну кімнату з ним. Він розкрив її справжню стать в 6 серії, коли застав дівчину оголеною в душі. Шарлотта — позашлюбна дочка свого батька. Вона завжди жила нарізно з ним, а два роки тому, коли померла її рідна мати, дівчину взяли в сім'ю. За нею приїхали службовці сім'ї Дюнуа. Її довго обстежували і виявили високі здібності до управління ІСом — вона стала пілотом-випробувачем. Втім, з батьком Шарлотта бачилася тільки двічі, за весь цей час вони розмовляли менше години. Пізніше для Дюнуа настали важкі часи: компанія її батька почала розробку ІСів третього покоління, але не досягла успіху. Тому вона скоро позбудеться права на розробку. За твердженням Шарлотти, «за її рахунок хочуть прославитися». Батько дівчини наказав їй вкрасти всі дані про екзоскелет Ічики. Це викликало бурхливу реакцію з боку Орімури, оскільки йому знайома така ситуація. Дізнавшись її історію про те, що батько дівчини вирішив використати свою дочку для власних цілей, Ічика вирішив не розкривати прикриття дівчини. Через деякий час Шарлотта закохалась в Ічику за його доброту. Пізніше, коли дівчина зізналась класу про свою справжню стать, Ічика, щоб виділити її зі всіх оточуючих, почав звати її ласкавим іменем — Шарлі. Дюнуа — пілот Rafale Revive Custom II, вона є пілотом екзоскелету мульти-диапазону, який має широкий спектр зброї для швидкої адаптації під час бою. Шарлотта — найсильніша з усіх дівчат-пілотів ІС-академії, які були показані в аніме, оскільки спромоглася перемогти Лауру на змаганнях у 8 серії, яка, у свою чергу, отримала перемогу одночасно над англійкою Сесілією і китаянкою Лін. Треба зазначити, що француженка чудово розбирається в озброєнні, як в теорії, так і в практиці, попри те, що у неї тільки ІС другого покоління.
- Лаура Бодвіг (яп. ラウラ・ボーデヴィッヒ)

Студентка першого курсу першого класу, майбутній представник Німеччини, суперсолдат генної інженерії. Треба зазначити, що Лаура Бодвіг — її кодове ім'я (попереднє — С0037), дівчину так назвали німецькі військові. Її справжнє ім'я залишається невідомим. Дисциплінована, серйозна, лаконічна під час розмов, офіцер до останньої клітини мозку. Лаура — німецький військовик у ранзі молодший лейтенант. У неї червоні очі та волосся сріблястого відтінку. Найпомітнішою рисою є чорна мітка, що закриває її ліве око (взагалі воно жовтого кольору, але стало таким через провальний експеримент нано-машини, що повинен був допомогти дівчині стати найкращим пілотом ІС). В німецькій армії Лаура була під командуванням Чіфую, тому вона дуже поважає сестру Ічики, оскільки остання допомогла їй під час тривалої депресії Лаури через те, що вона не могла стати сильнішою в пілотуванні ІС. Початковою ціллю Лаури після вступу до академії була покарати Ічику, хто на її думку винен за вихід Чіфуї з Другого ІС Міжнародного Турніру Боротьби. Бодвіг не знала, що Ічика був викрадений, а Чіфую пожертвувала змаганнями, щоб врятувати свого молодшого брата. Лаура легко перемогла Лін і Сесілію під час битви на ІС, але програла Ічіці з Шарлоттою. Лаура поступово зрозуміла справжню сутність Ічики і закохалась у нього. Лаура пілотує Schwarzer Regen (середньо- і далекобійний тип артилерії). У 7 серії Шарлотта зізналася, що вважає Лауру найкращим ІС-пілотом серед першокурсників. Втім, це не завадило першій спільно з Ічикою перемогти спочатку Хокі, а потім і Бодвіг на змаганнях.

### Наставники академії
- Чіфую Орімура (яп. 織斑 千冬)

Класний керівник, старша сестра Ічики. Серйозна, похмура. Вона висока жінка з довгим чорним волоссям, яка носить формальну білу сорочку з чорним пальто, чорною спідницею, зеленою краваткою та туфлями на високих підборах. Багато дівчат у класі захоплюються нею. Їй 24 роки, вона була в числі перших пілотів ІС, тобто пілотувала ІС першого покоління, але пізніше стала інструктором. Після того як батьки покинули їх, Чіфую замінила своєму молодшому братові мати і батька. Попри риси характеру, вона в реальності турботлива сестра, і за сюжетом видно, що Чіфую — єдина сім'я Ічики. Чіфую — близький друг Табане Шінононо, творця ІС, що пояснює, як іхні молодші брат і сестра стали близькими друзями в дитинстві. До шанувальниць свого молодшого брата Чіфую ставиться з нейтральної точки зору, правда, іноді відверто дратуючись, коли ті переходять усі допустимі рамки. У 10 серії вона відверто поговорила з дівчатами, спочатку помітивши, що "які з них жінки, якщо вони самі не можуть отримати потрібного, і, порадила останнім «спочатку підрости».
- Майя Ямада (яп. 山田 真耶)

Майя — інший інструктор, який відповідає за клас Ічики. Помічник Чіфую. Раніше була майбутнім представником Японії. За характером — спокійна і невинна, проте в бою — експерт майстер-класу.

### Інші
- Табане Шінононо (яп. 篠ノ之 束)

Старша сестра Хокі і творець технології ІС. Вона раптово зникла після створення ІС і її зараз розшукують безліч країн, тому що вона є важливим джерелом інформації. Вона близький друг Чіфуі Орімури. Хокі ненавидить свою старшу сестру ще з 6 років. Попри свій розум, Табане досить ексцентрична і веде себе як дитина. Має металеві кроликові вуха на голові. У 12 серії Чіфую в розмові з Шінононо припускає, що Табане спочатку підстроїла випадок з активацією ІСа Ічикою у державному конференц-центрі, а потім і вивела з-під контролю екзоскелет «Блага Вість». І якщо перше припущення можна спростувати, оскільки Орімура керував ІСом не один раз, то на друге відповіді отримано не було. Втім, якщо бути уважним, Табане на жодне припущення Чіфую не відповіла негативно, тобто уникнула прямої відповіді, вирішивши загадково зникнути.
- Дан Готанда (яп. 五反田 弾)

15-річний близький друг Ічики ще з часів середньої школи. Дуже спостережливий, наприклад, помічає почуття своєї молодшої сестри до Орімури і розуміє, що до чого у відносинах Ічики і Лін.
- Ран[5] Готанда (яп. 五反田 蘭)

Молодша сестра Дана, їй 14 років, яка відвідує приватну школу для дівчат. Вона вчиться в третьому класі середньої школи і є президентом шкільної ради. Вдома вона носить вільні топ та шорти, але якщо Ічика поряд, вони тут же перетворюються на вільну білу сукню. Має почуття до Ічики.
- Клариса Арфуш (яп. クラリッサ・ハルフォーフ)

Товариш Лаури і командувач спецназу Schwarzer Hase. Як і Лаура, вона теж носить чорну мітку. Клариса — отаку і вчить Лауру японської культури через аніме і манґу, які є неточними.

### Озвучення
- Ічика Орімура — Кокі Учіяма
- Хокі Шінононо — Йоко Хікаса
- Сесілія Олкот — Юкана
- Фан Лінгін — Асамі Сімода
- Шарлотта Дюнуа — Кана Ханадзава
- Лаура Бодвіг — Маріна Іноуе
- Чіфую Орімура — Мегумі Тогоючі
- Майя Ямада — Норіко Сітая
- Табане Шінононо — Юкарі Тамура
- Дан Готанда — Макото Ясумура
- Ран Готанда — Норіко Обато
- Кларисса Арфуш — Кай Мізусава

## Термінологія
ІС-академія — закритий навчальний заклад. Період навчання — 3 роки. Єдина академія у світі, де навчають керувати ІСами. Тут збираються учні з усіх країн, хто збирається стати пілотом, молоді люди відточують свої навички. Хоча ІС-академія і являє собою закриту науково-спортивну структуру, учні мають право залишати її на певний проміжок часу, виїжджати на відпочинок або канікули, як це показано в останніх чотирьох епізодах першого сезону.
ІС (яп. インフィニット・ストラトス, англ. Infinite Stratos) — технологія, іноді розшифровується як «ідеальний солдат». Цей екзоскелет розробили в Японії. На самому початку його використовували для освоєння космосу, пізніше проєкт заморозили. Аляскінський договір заборонив його застосування у військових цілях, ІС став видом спорту, по якому проводяться змагання. ІСами можуть керувати лише жінки. ІС має особливе силове поле, яке захищає пілота, володіє розумом, рівень синхронізації з ІСами залежить від досвіду пілота і його внутрішніх особливостей.
Деякі факти про ІСи:
- За рівнем свого розвитку і досконалості екзоскелети технології ІС поділяються на декілька категорій: перше покоління, друге покоління, третє покоління і четверте покоління. Стадія розробок ІСів першого і другого поколінь за сюжетом аніме в сучасному світі пройдена кілька років тому, тому всі дослідження ведуться зараз над ІСами третього покоління, а ІСи четвертого покоління взагалі є великою рідкістю;
- За типом ведення бою екзоскелети поділяються на ІСи малого радіуса дії (ближній бій), середнього радіуса дії (бій на середній дистанції) і далекого радіуса дії (далекий бій), хоча на момент розвитку сюжету Infinite Stratos, більшість ІСів поєднують в собі якості декількох типів ведення бою (наприклад, середній і дальній радіуси дії);
- За офіційними даними, у світі налічується всього 467 ІСів, хоча з розвитком сюжету ясно, що це зовсім не так, тобто існують і незареєстровані екзоскелети;
- Зазвичай для ІСа потрібен пілот, який буде ним керувати, але однією з інтриг «Неосяжних небес» є наявність в сюжеті безпілотних екзоскелетів — невідомий ІС в 4 серії і ІС «Блага вість» в 10-12 серіях. Їх можна розглядати як певний апогей в досягненні успіхів у розробці штучного інтелекту;
- Основними характеристиками ІСів є атака і захист. Додатковим параметром можна вважати швидкість. Види атак різноманітні: починаючи зброєю ближнього бою, чимось схожою з лицарською, і закінчуючи передовими технологіями (наприклад, дистанційні атакуючі зонди). Більшість ІСів, показаних у серіалі, здатні до польоту, що є прямим натяком на назву аніме «Неосяжні небеса».

Основні ІСи, на яких концентрується увага в аніме:
- «Білий обладунок» (Akatsubaki) — особистий ІС Ічики Орімури четвертого покоління. Друга форма екзоскелета — «Сніжний шовк» (Byakushiki Setsura). Характеристика: екзоскелет ближнього бою, сніговий лист другої моделі, запальний ривок. Найзагадковіший екзоскелет з усіх. В останніх серіях розкриваються деякі особливості: «Білий обладунок» володіє ще і здатністю до зцілення, він може буквально оживляти свого власника. Наприкінці 12 епізоду Чіфую Орімура відзначає, що номер ядра цього ІСа — 001, як і у Білого Лицаря. У своє перше творіння Табане вклала всю себе.
- «Червона Камелія» (Byakushiki) — особистий ІС Хокі Шінононо четвертого покоління. Характеристика: екзоскелет ближнього і дальнього бою; подвійна катана, місячний дощ, чудовий танець;
- «Сині сльози» (англ. Blue Tears) — особистий ІС Сесілії Олкот третього покоління. Характеристика: екзоскелет дальнього бою; лазерна зброя, дрони;
- «Драконівський панцир» (Shenlong) — особистий ІС Фан Лінгін третього покоління. Характеристика: екзоскелет ближнього бою; імпульсна гармата, сніжний лист;
- «Відроджений Рафаель» (Rafale Revive Custom II) — особистий ІС Шарлотти Дюнуа другого покоління. Характеристика: екзоскелет ближнього і дальнього бою; запальний ривок, швидка заміна, пробивач поля;
- «Чорний дощ» (нім. Schwarzer Regen) — особистий ІС Лаури Бодвіг третього покоління. Характеристика: Активний Інерційний Стримувач (АІС), система ОВ;
- «Блага Вість» — екзоскелет дальнього бою для ураження великих площ спільного виробництва США та Ізраїлю, що вийшов з-під контролю вищевказаних країн. Своєрідний антагоніст аніме-серіалу.

Майбутній представник — найкращі пілоти, яким дана честь представляти свою країну як пілотам ІС. В аніме з'являються такі представники: майбутні — Фан Лінгін (Китай), Сесілія Олкот (Велика Британія), Шарлотта Дюнуа (Франція), Лаура Бодвіг (Німеччина), минулі — Чіфую Орімура (Японія), Майя Ямада (Японія).
Система ОВ (Система Образу Валькірій; яп. ヴァルキュリー・トレース・システム), англ. Valkyrie Trace System, VT System — таємнича військова технологія, дослідження, розвиток і використання якої заборонено Аляскінським договором. Була встановлена на ІСі Лаури Бодвіг. Психічний стан, отримані пошкодження і воля пілота в моменти небезпеки здатні активувати систему ОВ.
Особистий ІС — особистий екзоскелет, призначений для синхронізації тільки з одним пілотом. Приватні Іси є у кожного майбутнього представника, всього у світі налічується 467 ІСів подібного типу. Технологія ядра ІСів тримається в секреті, тому їхня кількість у світі настільки обмежена.
Протибар'єрна атака — один з видів атак ІСів ближнього бою, який розрізає поле противника і завдає шкоди, при цьому енергія поля витрачається на атаку. Завдяки цій особливості сестра Ічики стала чемпіоном у Мондо Грассо.
АІС (Активний Інерційний Стримувач; яп. アクティブ・イナーシャル・キャンセラー, англ. Active Inertial Canceller, A.I.C.) — зброя третього покоління «Чорного дощу», який пілотує Лаура Бодвіг. Вона зупиняє все, що має масу.
Випадок з Білим Лицарем — військовий інцидент десятирічної давності. Десять років тому через місяць після доповіді Табане Шінононо про ІС 2341 ракети в усьому світі були разом зламані та спрямовані на Японію. Поки панувала повна паніка, з'явилася жінка у срібному Ісі. Цей ІС, який пізніше назвали Білим Лицарем, збив всі ракети, а потім зник у променях заходу сонця, немов якась мана. Якщо врахувати реакцію Табане на цю історію і її прозорі натяки, можна стверджувати, що цією жінкою була Чіфую Орімура.

## Тематика

### Комедійна
Структура комедійної тематики ґрунтується на взаємовідносинах головних персонажів аніме. Можна виділити наступні риси, які створюють комедійний фон Infinite Stratos:
- Взаємини між хлопцями і дівчатами (Ічика Орімура й інші дівчата академії);
- Жіноча конкуренція за володіння чоловічою увагою (суперництво проявляється між усіма дівчатами академії, особливий наголос ставиться на головних жіночих персонажах — Хокі, Сесілія, Лін, Шарлотта і Лаура);
- Підліткове статеве дозрівання (всім персонажам — близько 15 років; комедійність на основі підліткової імпульсивності проявляється у всіх серіях, основний наголос міститься в епізодах, коли Ічика проживає з дівчатами в одній кімнаті);
- Окрему увагу заслуговує концепція показу головних рис характеру представників різних національностей, на яких акцентується увага глядачів в аніме-серіалі: Хокі Шінононо (Японія) — бойова і спостережлива; Сесілія Олкот (Велика Британія) — зарозуміла і горда; Шарлотта Дюнуа (Франція) — романтична, сором'язлива; Лаура Бодвіг (Німеччина) — похмура, серйозна, має залізний характер; Лін (Китай) — бадьора, активна тощо. Проте вищевказана концепція є стандартною в аніме жанру «гарем»

### Наукова
- Структура наукової тематики Infinite Stratos схожа з багатьма аніме типу «меха», наприклад, особливе захисне поле чимось схоже з полем Арбалеста сержанта Сагари Сосуке (Full Metal Panic!), яке активується двигуном Ламбда, і захисним полем Євангеліонів Ікарі Шінджі, Рей Аянамі і Аска Ленглі Сор'ю (Neon Genesis Evangelion);
- В аніме мигцем згадується тема створення суперсолдат, солдатів нового покоління, одним з яких є Лаура Бодвіг. Ця дівчина є своєрідним ідеалом серед військових фахівців, володіючи підвищеною силою, увагою і кмітливістю. Яскравий приклад: Лаура легко розібралася з Сесілією Олкот і Лін, попри те, то дві останні діяли спільно; навіть спільна атака пізніше Ічики і Шарлотти не відразу дала потрібний результат;
- Третьою особливістю аніме є загроза неконтрольованого розвитку штучного інтелекту і військових технологій у цілому. Сюжет Infinite Stratos серед можливих небезпек майбутнього називає грандіозний НТП, який може спровокувати стихійний розвиток ШІ, нову гонку озброєнь і Третю світову війну.
- Проблема можливого матріархату в майбутньому. Сюжет аніме безпосередньо стосується цієї проблеми: жінки опинилися на вершині соціальної драбини, оскільки тільки вони могли управляти технологією ІС.

## Медіа

### Ранобе
Infinite Stratos бере свій початок як ранобе Ізуру Юмідзуру, проілюстровані Окіурою. Перший том опублікований Media Factory під лейблом MF Bunko J 31 травня 2009 р. На квітень 2011 р. видано 7 томів видавництвом Media Factory під лейблом MF Bunko J. З 8 тому ранобе публікується Overlap, лейбл — Overlap Bunko. Ранобе ліцензовані китайською компанією Sharp Point Press; перший том опублікований 9 листопада 2010 р. При цьому спочатку статус виходу ранобе за межами Японії носив невизначений статус: Юмідзуру заявляв, що представники Media Factory намагаються вести переговори з китайськими партнерами без дозволу на публікацію з боку автора, і навіть був готовий в разі потреби звертатися до суду.
| 1. «У моєму класі одні дівчата» (яп. クラスメイトは全員女, Kurasumeito wa Zennin Onna) 2. «Поєдинок за звання старости» (яп. クラス代表決定戦, Kurasu Daihyō Ketteisen) 3. «Студентка за обміном. Друга подруга дитинства» (яп. 転校生はセカンド幼なじみ, Tenkōsei wa Sekando Osananajimi) 4. «Гра на виліт. Змагання між класами» (яп. 決戦!クラス対抗戦, Kessen! Kurasu Taikousen) |

| 1. «Зустріч двох хлопців» (яп. ボーイ・ミーツ・ボーイ, Bōi Mītsu Bōi) 2. «Мій сусід по кімнаті - блондинка-дворянин» (яп. ルームイトはブロンド貴公子(ジェントル), Rūmumeito wa Burondo Jentoru) 3. «Блакитні дні/Червоний вимикач» (яп. ブルー・デイズ・レッド・スイッチ, Burū Deizu Reddo Suicchi) 4. «Дізнайся про мої наміри» (яп. ファインド・アウト・マイ・マインド, Faindo Auto Mai Maindo) 5. «Епілог: Малиновий глибокий сон» (яп. エピローグ: 深なる紅(あか)のまどろみより, Epirōgu: Fukanaru Aka no Madoromi yori) |

| 1. «Творець дощу» (яп. 乙女の心は晴れのち曇り(レイン・メーカー), Rein Mēkā) 2. «Одинадцять друзів на морі!» (яп. 海に着いたら十一時!(オーシャンズ・イレブン), Ōshanzu Irebun!) 3. «Тонка червона лінія» (яп. その境界線の上に立ち(シン・レッド・ライン), Shin Reddo Rain) 4. «Шикарний білий» (яп. 雪羅(ドレッシィ・ホワイト), Doresshī Howaito) 5. «Епілог: Твоє ім'я...» (яп. エピローグ: 君の名は(ユア・ネイム・イズ), Epirōgu: Yua Neimu Izu) |

| 1. «Ласкаво просимо в літо» (яп. ウェルカム・イン・ザ・ザマー, Werukamu in za Samā) 2. «Рапсодія Двох кошенят» (яп. 二匹の子猫のラプソディー, Nihiki no Koneko no Rapusodī) 3. «Сон в літню ніч» (яп. 真夏の夜の夢, Manatsu no Yoru no Yume) 4. «Любовний квінтет» (яп. 恋に騒がす五重奏(クインテット), Koi ni Sawagasu Kuintetto) 5. «Епілог: Ніч мисливців тьми» (яп. エピローグ: 暗がりに潜みし闇苅, Epirōgu: Kuragari ni Hisomishi Kuragari) |

| 1. «Серце вбивці» (яп. 恋スル☆舌下錠(ハート・ペインキラー), Hāto Peinkirā) 2. «Студентська рада Президент Жінка Феліс» (яп. 生徒会長は猫座の女, Seitokaichō wa Nekoza no Onna) 3. «Чиста мелодія каблука Попелюшки» (яп. 硝子少女(シンデレラ・ヒール)の透色和音, Shinderera Hīru no Sukiiro Waon) 4. «Незнайомка» (яп. ミステリアス・レイディ, Misuteriasu Reidi) 5. «Епілог: початок історії» (яп. エピローグ: ｢ものがたり｣のはじまり, Epirōgu: Monogatari no Hajimari) |

| 1. «Тихий принцип» (яп. 静かなるもの, Shizukanaru Mono) 2. «Переозвучка, переможна пісня дівчини» (яп. 鳴り響け、乙女の凱歌, Narihibike, Otome no Gaika) 3. «Швидкий м'яч» (яп. 弾丸のように、速く(キャノンボール・ファスト), Kyanonbōru Fasuto) 4. «Сумна подія» (яп. ハートブレイカー, Hātobureikā) 5. «Епілог: Відображення на водній поверхні» (яп. エピローグ: 水面映し, Epirōgu: Minamo Utsushi) |

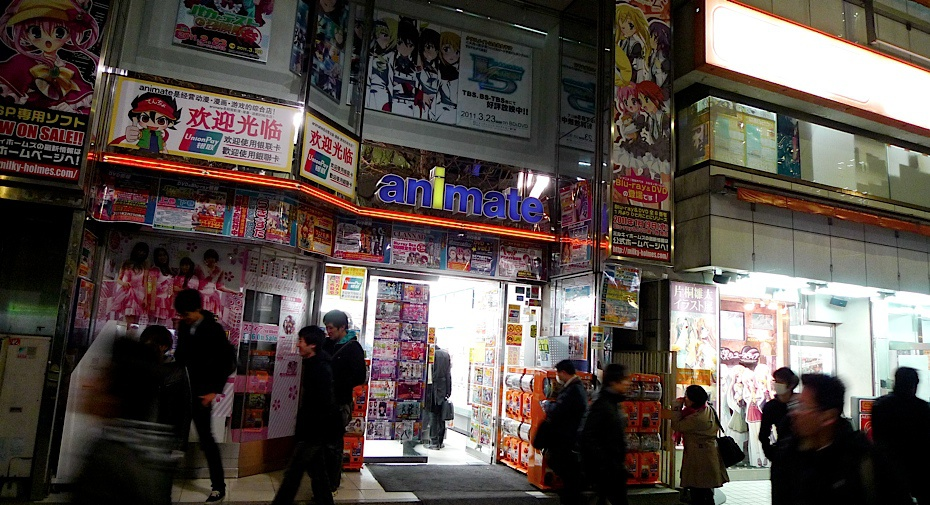
Постер Infinite Stratos в аніме-магазині. Токіо, Японія.

### Манґа
Манґа-адаптація Кендзі Акахосі почала серіалізацію в журналі сейнен манґи Monthly Comic Alive 27 травня 2010. Перший танкобон випущений 22 грудня 2010 року. В манзі детальніше розкривається сюжетна основа Infinite Stratos.

### Інтернет-радіо
Інтернет-радіо шоу було проведено Йокою Хікасою, виконавицею озвучки персонажа Хокі Шінононо, і Асамі Сімодою 1 січня 2011 р. Архів першого доступного епізоду транслювався протягом трьох тижнів у той час, як наступні епізоди стали доступні протягом двох тижнів.

### Аніме
Аніме-адаптація Infinite Stratos вперше анонсована 21 червня 2010-го, офіційне відкриття його сайту відбулося 8 серпня 2010 р. Адаптація зрежисована Ясухіто Кікучі, хто також був режисером Macross Frontier. Дизайнером персонажів і головним режисером анімації виступив Такеясу Курасіма, меха-дизайнером — Такесі Такакура. Сценарій написаний Атцухіро Томіокою, Чінатцу Ходзьо і Фуміхіко Сімо. Сімо також відповідальний за композицію серій. Трансляція аніме в Японії почалася 7 січня 2011 на каналі TBS. Ліцензуванням аніме в Північній Америці займається Sentai. Прем'єра перших трьох епізодів відбулася 23 січня 2011 року, надалі кожний новий епізод виходив раз на тиждень.
Другий сезон аніме розпочався 3 жовтня 2013. Sentai Filmworks придбала права для потокової передачі і випуск домашнього відео в 2014.
| Список серій | Список серій | Список серій    |
| № | Назва серії | Дата виходу     |
| --- | --- | --------------- |
| 1 | У моєму класі одні дівчата «All my Classmates are Female» (クラスメイトは全員女)                                               | 6 січня 2011    |
| Головний персонаж аніме, Ічика Орімура, вступає в ІС-академію і стає єдиним хлопцем у класі (як і в усьому світі), хто зумів активувати технологію ІС. Юнак привертає увагу жіночої половини і стає об'єктом пильного спостереження з їхнього боку. Ічика зустрічає свою першу подругу дитинства — Хокі — яка стає його однокласницею, і виявляє, що його старша сестра Чіфую — його класний керівник і інструктор ІС-академії. Також Орімура дізнається, що його поселили в одній кімнаті з Хокі, що викликає масу проблем. Тим часом дівчата-однокласниці пропонують кандидатуру Орімури на посаду старости класу. Це призводить до конфлікту з майбутнім представником Великої Британії, Сесілією Олкот, яка викликає Ічику на дуель. | |                 |
| 2 | Поєдинок за звання старости «Class Representative Selection Match!» (クラス代表決定戦!)                                        | 13 січня 2011   |
| Орімура просить Хокі навчити його управляти ІСом. Щоб вчителькою Ічики не стала студентка старшого класу, вона погоджується. Для Орімури настає період безперервних тренувань, а для Хокі — пора для роздумів про її стосунки з Ічикою. Настає час поєдинку за звання старости. Через незнання в теоретичній сфері управління ІСом, тобто по дурості, юнак програє бій. Сесілія замислюється про те, чи має вона право носити звання старости. | |                 |
| 3 | Студентка за обміном. Друга подруга дитинства «The Transfer Student is the Second Childhood Friend» (転校生はセカンド幼なじみ) | 20 січня 2011   |
| Під час показового вильоту Орімура припускається помилки і падає з великої висоти, залишивши в землі величезну воронку. Сесілія проявляє до Ічики турботу і увагу (а пізніше відмовляється від звання старости на користь юнака), що не ховається від очей Хокі і стає причиною сутички між двома дівчатами. У другому класі змінився староста, вибрали новеньку ученицю з обміну, яка виявилася майбутнім представником Китаю і близькою подругою Ічики. Теплі стосунки Ічики з новенькою викликали шквал ревнощів з боку Сесілії та Хокі, тому під час тренування на ІСах дівчата гарненько «обробили» його. Познайомившись з Хокі, Лін здогадалася, де закопаний стрижень проблеми, і спочатку зажадала в Орімури відвертої точки зору щодо неї і Хокі, а потім почала вимагати у Шінононо, щоб вона звільнила кімнату з Ічикою і поступилася місцем Лін. Не досягнувши результату, Лін викликає Ічику на бій на найближчих змаганнях між класами. | |                 |
| 4 | Гра на виліт. Змагання між класами «Showdown! The Class League Match» (決戦!クラス対抗戦(リーグマッチ))                        | 27 січня 2011   |
| У розпал бою між Ічикою і Лін на арені з'являється новий суперник. У момент, коли Орімура зібрався завдати вирішального удару Лін, стався вибух невідомого походження. ІС-академія опинилася в режимі блокування. Новий супротивник — потужніший ІС невідомого походження. Ічика і Лін приймають рішення затримати ворога. Спільними зусиллями парочці вдається отримати перемогу над суперником, проте внаслідок цього страждає Ічика, який потрапляє в госпіталь. Після одужання Ічика майже запрошує дівчину на побачення, однак їхній розмові заважають Сесілія і Хокі. Тим часом, Чіфую спільно зі своїм заступником з'ясовують, що ядро невідомого ІСа ніде не зареєстровано і, крім того, усередині екзоскелету відсутній пілот, тобто ця технологія розумна і повністю автономна. | |                 |
| 5 | Зустріч двох хлопців «Boy Meets Boy» (ボーイ・ミーツ・ボーイ)                                                                  | 3 лютого 2011   |
| В Ічики з'явився вільний час, він вирішив побувати вдома і відвідати близьких. За ігровим пультом Орімура розповів другові про своє навчання в ІС-академії — останній тільки жартував щодо явної переваги жіночого колективу над чоловічим і цікавився про успіхи Орімури на особистому фронті. Тим часом, заступник Чіфую оголосила, що Ічику і Хокі розселяють з огляду на те, що неприпустимо, щоб хлопець і дівчина жили під одним дахом. На подив Шінононо, її сусід спокійно поставився до цього, і тому в пориві емоцій дівчина заявила, що в наступному місяці будуть змагання з особистим заліком, і якщо вона переможе, то Ічика піде на побачення з нею. Новина розлетілася по академії, хоча й трохи сплюндрованою. В перший клас переводиться ще один хлопець — Шарль Дюнуа — майбутній представник Франції, проте дивності в його поведінці складно не помітити. Ічика і Шарль стають об'єктами уваги всіх дівчат ІС-академії, а потім разом з Хокі, Сесілією і Лін вони обідають разом на даху академії. Шарль переселяється в кімнату Ічики, а в перший клас переводиться ще одна людина — дівчина з Німеччини, Лаура Бодвіг. Вона знайома з Чіфую і ненавидить Ічику, що проявляється в її словах до юнака і сильним несподіваним ляпасом на очах у всього класу. | |                 |
| 6 | Мій сусід по кімнаті - блондинка-дворянин «My Roommate is a Blond Gentleman» (ルームメイトはブロンド貴公子（ジェントル）)      | 10 лютого 2011  |
| Хокі, Лін і Сесілія невпинно намагаються втовкмачити Ічіці теоретичну базу знання з пілотування ІС, однак хлопець нічого не розуміє з вищесказаного. Орімуру виручає Шарль, який пропонує бідоласі трохи відволіктися — провести тренувальний бій і постріляти з власної зброї. Дюнуа також захищає Ічику від Лаури Бодвіг — дівчина неухильно шукає можливість, щоб спровокувати конфлікт. Випадково ставши свідком напруженої розмови між Лаурою й Чіфую, Ічика повертається в пригніченому стані додому і випадково виявляє, що Шарль Дюнуа — це дівчина (він застав її голою в душі). Шарлотта пояснює свої справжні причини, за якими вона приховала свою справжню стать. Все це супроводжується курйозними ситуаціями з еротичним підтекстом. Тим часом, на арені Лаура клянеться, що помститься Ічіці і зітре ганьбу з Чіфую. | |                 |
| 7 | Блакитні дні/Червоний вимикач «Blue Days / Red Switch» (ブルー・デイズ/レッド・スイッチ)                                       | 17 лютого 2011  |
| По академії поширилися чутки, що дівчина, яка переможе на змаганнях місяця, піде на побачення з Орімурою. Хокі розуміє, що її безневинна фраза стала стимулом всього цього, але не це головне: дівчина усвідомлює, що таке справжня сила, і як вона себе вела останнім часом. Сесілія і Лін вирішують влаштувати тренувальний бій, проте втручається Лаура і провокує їх на конфлікт. Бодвіг легко перемагає парочку, здається, що їй подобається мучити своїх суперників. Битва доходить до того, що атаки Лаури можуть убити і Сесілію, і Лін. Втручаються Орімура і Шарлотта, щоб не допустити смертельного результату. Бій перериває Чіфую, яка забороняє будь-які сутички до офіційного турніру. Однак Сесілія і Лін виведені зі складу учасників майбутнього конкурсу як пілоти, які отримали максимальні ушкодження. Тим часом, формуються пари пілотів ІС перед змаганнями місяця, Ічика вибирає Шарлотту, проте жеребкування — величезна несподіванка для всіх — показує, що суперниками Ічики і Шарлотти будуть Хокі та Лаура Бодвіг. | |                 |
| 8 | Дізнайся про мої наміри «Find Out My Mind» (ファインド・アウト・マイ・マインド)                                                | 24 лютого 2011  |
| Під час битви на турнірі Шарль і Ічика вибирають правильну стратегію. Дюнуа без особливих зусиль легко і швидко перемагає Хокі, щоб приєднатися до свого партнера. Після того як Лаура програє бій, відбувається деяка аномалія: її ІС змінюється за формою і стає потужнішим; в академії оголошують надзвичайний стан. Шарль передає свою енергію Ічіці, і той використовує одну зі своїх атак, що, врешті-решт, зупиняє Бодвіг. Вона потрапляє до лікарні, де її відвідує Чіфую, яка проводить з нею профілактичну бесіду. Дюнуа і Орімура проводять разом час у ванній для хлопців. Шарль говорить Ічіці про своє бажання залишитися в академії і просить Орімуру називати його Шарлоттою. На наступний день Шарль розкриває своє справжнє походження про те, що він — в дійсності дівчина. Це викликає бурхливу реакцію серед однокласниць. Лін грізно проламує стіну в класі і вистрілює зі своєї імпульсної гармати. Проте раптово втручається Бодвіг, яка захищає Ічику своїм енергощітом. Дівчина цілує Орімуру на очах у всього класу і говорить, що відтепер Ічика «буде її дружиною» (судячи з усього, це словесна помарка, оскільки Лаура — іноземка; другий варіант — «буде її нареченим»). Клас у шоці, включаючи прихильниць юнака, втім, як і сам Орімура.         | |                 |
| 9 | Одинадцять друзів на морі «Ocean's Eleven!» (海に着いたら十一時(オーシャンズ・イレブン)!)                                      | 3 березня 2011  |
| Хокі дзвонить своїй сестрі Табане, і остання повідомляє їй, що в ней для Шінононо є новий міцний ІС. Тим часом, Ічика прокидається в своїй кімнаті і виявляє сплячу поряд з ним Лауру Бодвіг. Їх застає Хокі, яка зайшла до хлопця, щоб забрати його на ранкові тренування. Ічика вирішує втекти у місто, щоб купити необхідні речі, і бере з собою Шарлотту. Покупки супроводжуються кумедними ситуаціями, тому що за парочкою вирішують простежити Сесілія, Лін і Лаура. Весь перший клас вирушає на пляж, де дівчата нав'язливо намагаються привернути увагу Ічики, то відверто спокушаючи його, то заважаючи спробам зближення своїх суперниць. Кардинально змінюється характер Лаури Бодвіг, яка перетворюється на закохану сором'язливу дівчину. Єдиною, хто не тішиться, це Хокі, тому що на наступний день — 7 липня — повинна приїхати її старша сестра Табане. | |                 |
| 10 | Тонка червона лінія «Thin Red Line» (その境界線の上に立ち(シン・レッド・ライン))                                               | 10 березня 2011 |
| Триває низка неприємностей, пов'язаних зі спробами дівчат привернути до себе увагу Ічики. Сесілія спокусливо одягається, щоб вразити Орімуру, який запросив її до себе в гості (як виявилося пізніше, просто щоб зробити їй масаж). Англійка застала в нього інших дівчат, і Чіфую провела серед них усіх виховну бесіду щодо їхніх спроб привернути до себе увагу юнака. Тим часом, прибуває Шінононо Табане, яка дарує своїй молодшій сестрі Хокі ІС четвертого покоління. Майя повідомляє, що під час випробувань екзоскелета з автономним ядром «Блага вість» на Гаваях виробництва США та Ізраїлю сталася неполадка. Ічика разом з дівчатами отримують наказ перехопити оскаженілий ІС та знищити його. | |                 |
| 11 | Будь готовий «Get Ready» (ゲット・レディ)                                                                                      | 24 березня 2011 |
| Ічика і Хокі вирушають на перехоплення срібного ІСа. Під час бою Орімура зауважує, що в районі бою перебуває чужий корабель, і вирішує захистити його. Унаслідок зіткнення думок з Хокі Ічика стає потерпілим (хлопець захищає дівчину від пострілу «Благої Вісті») і потрапляє в лазарет. Відчуваючи свою провину, Хокі згадує минуле і майже відмовляється від пілотування ІСа — в останній момент її відмовляє Лін. Всі дівчата-пілоти приймають рішення помститися за Ічику і разом знайти ворожий ІС. Вони порушують наказ Чіфую і здійснюють напад на «Благу Вість». | |                 |
| 12 | Твоє ім'я «Your Name Is» (君の名は(ユア・ネーム・イズ))                                                                        | 31 березня 2011 |
| Дівчата починають атакувати «Благу Вість» і поступово їм вдається нанести йому короткочасну поразку, що негайно призводить до зміни режиму екзоскелета, який негайно приймає потужнішу форму. Тим часом, Ічика зустрічається в своїй свідомості з двома незнайомками — загадковою дівчиною в білому одязі і Білим Лицарем — вони виводять його з несвідомого стану. Білий Обладунок приймає свою другу форму, і хлопець вирушає на підкріплення до своїх подруг. Після запеклої сутички Орімурі вдається перемогти і відключити оскаженілий безпілотний ІС. Отримавши догану від Чіфую за порушення наказу, пілоти вирушають обідати. Між старшою сестрою Ічики і Табане Шінононо відбувається дивна і загадкова розмова, після чого остання таємничо зникає. Ічика і Хокі на березі моря обговорюють останні події, проте спробу поцілунку Орімури переривають розлючені Лаура, Шарлотта, Лін і Сесілія. Ічика хапає Хокі на руки і тікає, за ними на ІСах починають гнатися розгнівані дівчата. | |                 |

### Музика
Композитором аніме-саундтреку є Хікару Нанасе.
Перший сезон:
- Опенінг «Straight Jet» — Мінамі Курібаясі;
- Ендінг «Super∞Stream» — Йоко Хікаса (1 епізод), Йоко Хікаса і Юкана (2-3 епізоди), Йоко Хікаса, Юкана і Асамі Сімода (4-5 епізоди), Йоко Хікаса, Юкана, Асамі Сімода, Кана Ханазава і Маріна Іноуе (6-7 епізоди). Кожна версія пісні відображає голос актриси персонажу, який біжить з Ічикою під час титрів у кінці коржної серії.

Реліз синглу «Straight Jet» на CD відбувся 26 січня 2011 р. і синглу «Super∞Stream» — 26 лютого 2011-го. Лейблом обох синглів стала компанія Lantis.
Перший OVA-епізод:
- Опенінг: «STRAIGHT JET» — Мінамі Курібаясі;
- Ендінг: «Best Partner» — Йоко Хікаса.

Другий сезон:
- Опенінг: «True Blue Traveler» — Мінамі Курібаясі;
- Ендінг: «BEAUTIFUL SKY» — Йоко Хікаса, Юкана, Асамі Сімода, Кана Ханадхава і Маріна Іноуе (1-8 епізоди), «BEAUTIFUL SKY» — Йоко Хікаса, Юкана, Асамі Сімода, Кана Ханадхава, Маріна Іноуе і Судзуко Міморі (9-11 епізоди), «BEAUTIFUL SKY» — Йоко Хікаса, Юкана, Асамі Сімода, Кана Ханадзава, Маріна Іноуе, Судзуко Міморі і Чіва Сайто (12 епізод).

## Сприйняття

### Статистика
На 1 лютого 2011 продано понад 1.2 млн екземплярів ранобе.
Опенінг аніме-серіалу «Straight Jet» досяг шістнадцятої позиції (№ 16), ендінг «Super∞Stream» — десятої (№ 10) у чарті Oricon.
У перший тиждень випуску продано близько 22 000 копій Blu-Ray дисків. Цей перший том став шостим в історії перших аніме-томів для телебачення, що досягли позиції № 1 на Oricon's Blu-ray Disc протягом щотижневого загального графіку продажів.

### Критика
Телевізійна адаптація ранобе Ізуру Юмідзуру студією 8-Bit викликала неоднозначну, але, в цілому, позитивну реакцію серед прихильників аніме. Суміш меха, гарему, романтики та наукової фантастики дозволила зайняти лідерські позиції в зимово-весняному аніме-сезоні 2011 р.
Серед позитивних моментів рецензенти зазвичай відзначають:
- Якісне музичне оформлення (опенінг й ендінг Infinite Stratos);
- Хороша графіка аніме-серіалу в опрацюванні світу майбутнього, особливо позитивні відгуки отримали моделі екзоскелетів[20] та інші особливості (транспорт майбутнього, геополітична ситуація тощо);
- Прекрасне поєднання комедії та екшну,[21] поетапне чергування пікантних життєвих ситуацій з битвами на ІСах. Позитивну оцінку отримали і самі битви на ІСах, і бойові сцени;[22]
- Філософський підтекст — в аніме зачіпаються можливі проблеми технологічного майбутнього сучасної цивілізації.

Поряд з позитивними відгуками присутні зауваження з боку критиків:
- Зайва гаремність аніме[20][23] і відверта тупість головного персонажа в романтичних стосунках. Критики відзначають, що гаремність поглинула більшу частину аніме, залишивши наостанок від науковості та бойовика обгризену кістку, Ічика Орімура являє собою повсякденний стереотип звичайного японського школяра.[24]
- Недоробка сюжету та графіки, що грішить візуальними пробілами і склеюванням подій за принципом «все трапилося саме так, а чому, не має значення».[25] Наприклад:
  - 5-6 серії. Невже вся ІС-академія настільки неуважна, що не здатна відрізнити хлопця від дівчини, адже складно назвати вдавання Шарлотти Дюнуа високопрофесійним?
  - 11 серія. Дивно, що Ічика не покалічив і навіть не подряпав Хокі, коли летів разом з нею на її ІСі з огляду на величезні перевантаження та швидкість. Трохи пізніше Ічика вижив після пострілу ворожого ІСа після прямого попадання з практично нульовим енергополем.
  - 10-12 серії. Навіщо відправляти на перехоплення оскаженілого ІСа «Блага вість» учнів ІС-академії, а не наставників або справжніх військових? Невже підлітки здатні краще за професіоналів впоратися з цією проблемою?
- До візуальних прогалин можна віднести пропажу деяких предметів при різкій зміні кадрів серіалу, недомалювання інтер'єру, явну штучність реалій під час зображення великих мас народу.[26]

## Цікаві факти
- Сюжет аніме розвивається приблизно у 2040-2050-х рр.
- У 9 серії на сьомій хвилині можна помітити, що на пакеті Дана Готанди перед зустріччю з Ічикою зображений напис «8 Bit». Це прямий натяк на студію-виробника аніме «Неосяжні небеса».
- Відносини Лаури Бодвіг і Шарлотти Дюнуа — історичний жарт, оснований на реальних відносинах між Францією і Німеччиною: спочатку вони були ворогами, що показано в ряді сцен в аніме, коли дівчата ображають одне одну, але наступна їхня дружба є пародією на «франко-німецьку дружбу» після закінчення Другої світової війни.